# 向精神薬に関する条約
向精神薬に関する条約（こうせいしんやくにかんするじょうやく、英語: Convention on Psychotropic Substances）は、アンフェタミンやメチルフェニデートといった精神刺激薬や、バルビツール酸系やベンゾジアゼピン系といった鎮静催眠薬、LSDやMDMAといった幻覚剤、またTHCといったカンナビノイドのような、向精神薬を、医療および学術における使用を確保した上で、乱用を抑止するために管理するための国際条約である。
1971年に採択され、日本は1990年に加盟している。略称は、向精神薬条約。目的は本条文前文にあるように、人類の健康と福祉の懸念から発し、医療や学術上の使用を確保した上で、薬物乱用による健康および社会上の問題を抑止することである。
本条約の1条(e)にあるように、本条約にて指定される薬物が、条約上の向精神薬である。
規制物質の指定は、向精神薬の医療価値と乱用の危険性の2点に基づき、国際的に乱用の危険性があるかどうかによって検討される。有害性についての現行の科学的根拠に基づいて見直すべきという指摘が存在する。

## 制定
目的は本条約の前文にある通り、「人類の健康と福祉への懸念」から発し、医療および学術上の使用を確保した上で、その乱用から生じる公衆の健康及び社会的な問題を抑止するという目的の達成のために、国際協力を行うものである。
1961年の麻薬に関する単一条約は、モルヒネ、コカイン、大麻に似た作用を持つ薬物を規制する意図をもった条約であった。
1956年の世界保健機関の会合では、すでに新たなモルヒネ様薬物や、トランキライザーの乱用が問題となっており、麻薬のように鎮静剤や覚醒剤の乱用が増加してきたことが国際的な懸念となっていた。規制は、覚醒作用から抑制作用、また知覚と認識を撹乱する中枢神経系（CNS）作用のある薬物が対象となり、乱用の危険性と医療的な実用性の2つだけの基準によって、4段階の分類を行うことが決定した。4分類は、以下である。
- 医療価値がなく、乱用が深刻。
- 乱用の危険性があり、医療価値が極小から中。
- 乱用の危険性があり、医療価値は中から極大。
- 乱用の危険性は小さく、医療価値は極小から極大。

そして1971年に、この向精神薬に関する条約が公布され、上記4段階の分類に従って、乱用の危険性のある薬物がスケジュールIからIVに指定された。
日本は1990年に批准しており、遅れた理由は条約のスケジュールIIIおよびIVの薬物の規制の難しさである。条約の付表III-IVは、バルビツール酸系やベンゾジアゼピン系がほとんどである。こうして、19年遅れて1990年に日本において麻薬と向精神薬を規制管理下に置く麻薬及び向精神薬取締法が制定された。日本では2010年代にも入っても、いまだベンゾジアゼピンの安全神話があると称される状況である。

## 規制物質
2019年3月時点で国際麻薬統制委員会（INCB)が示す付表（スケジュール）の指定は以下である。ここでは一般名又は慣用名で記す。スケジュールは、Iが最も規制が厳しい。
付表 I
乱用が深刻、医療価値がない
LSD、MDMA、メスカリン、サイロシビン、DMT、テトラヒドロカンナビノール(THC)など、ほとんどが幻覚剤で、32物質。
付表II
乱用の危険性があり、医療価値が極小から中
アンフェタミン、メタンフェタミン、メチルフェニデートといった精神刺激薬、セコバルビタール、デルタ-9-テトラヒドロカンナビノール（ドロナビノール、デルタ-9-THC）とその立体異性体など、46物質。
付表III
乱用の危険性があり、医療価値は中から極大
バルビツール酸系のアモバルビタール、ペントバルビタール、オピオイド系のブプレノルフィン、ペンタゾシン、ベンゾジアゼピン系のフルニトラゼパム、など、9物質。
付表IV
乱用の危険性は小さい、医療価値は極小から極大
バルビツール酸系のバルビタール、フェノバルビタール、非バルビツール酸系のメプロバメート、エチナメート、ベンゾジアゼピン系のジアゼパム、ロラゼパム、アルプラゾラム、トリアゾラム、ミダゾラムなど、中枢神経興奮薬のペモリン、など、62物質。

### 乱用の危険性とその措置
| BZD系催眠鎮静薬                                                                                          | BZD系催眠鎮静薬 | BZD系抗不安薬  | BZD系抗不安薬 |
| --- | --------------- | -------------- | ------------- |
| アイルランド                                                                                             | 85.35           | フィンランド   | 412.27        |
| 日本 | 51.69           | アイルランド   | 312.58        |
| ベルギー                                                                                                 | 39.78           | マーシャル諸島 | 097.85        |
| キューバ                                                                                                 | 32.98           | ポルトガル     | 094.80        |
| ルクセンブルク                                                                                           | 31.36           | クロアチア     | 082.17        |
| スペイン                                                                                                 | 30.58           | ハンガリー     | 076.94        |
| イタリア                                                                                                 | 27.22           | スペイン       | 066.01        |
| フィンランド                                                                                             | 23.42           | ベルギー       | 064.91        |
| ドイツ                                                                                                   | 18.71           | カナダ         | 064.51        |
| フランス                                                                                                 | 16.81           | ウルグアイ     | 062.62        |
| |                 | 〜             |               |
| 日本 | 018.22          |                |               |
| 単位:統計目的の千人あたり1日投与量 推奨処方量などではない 高消費は過剰処方や違法流通網への流入も示唆する |                 |                |               |

条約における薬物乱用とは、精神的依存と身体的依存のどちらか、あるいは両方において薬物が用いられることである。一般にアンフェタミン様の覚醒剤と、幻覚剤には身体依存はない。対して、身体依存にはバルビツール酸型とモルヒネ型があり、離脱が致命的となりうることがあるため、救急医療を考慮して慎重に離脱する必要がある。
エチゾラム（デパス）が、国際的にではないが乱用され、身体依存を形成することは認識されているが、スケジュールの指定はない、医師による不適切な処方があると指摘している。
この頃のINCBの報告書では、日本はベンゾジアゼピン系の消費量が他の先進国の半分程度となっているが、国際麻薬委員会に確認すると最も使用されるエチゾラム（また日本で複数診療科から誤って最も重複処方された）が含まれていないことから単位人口当たり世界最多と断言できないが、その可能性が高いと指摘された。
2011年の報告書では、抗不安薬の最高値はハンガリー127.25、ポルトガル103.8であり、日本は倍増半減の様な変動はなく、他国の最高値が2016年（表を参照）のフィンランド、アイルランドのように突出していなかった状況での話である。
2015年のINCBの報告書では、日本のベンゾジアゼピン系の抗不安薬の消費量は世界的には平均的であり、同・催眠鎮静剤の消費量は、高齢化の。1996年には、世界保健機関はベンゾジアゼピン系の合理的な利用は30日までであると報告した。
本条約の第20条は、向精神薬の乱用の対策に関してであり、1項が、乱用の防止および早期発見、治療、教育、回復のためにあらゆる措置をとって締結国が協力することに関し、3項が、職業上の乱用の問題の理解を深めることを支援して防止し、乱用の危険性が存在する場合には一般大衆への理解を促進すること、また2項が、乱用者の治療と回復を支援する人員の養成を促進すること関する。本条約の第11条が、向精神薬の数量などの記録義務である。

### 警告表示の規定
本条約の第10条1項は、向精神薬の添付文書に、安全のために必要な注意および警告といった指示を設けることを義務付けている。

## 刑罰
本条約の第22条は刑罰の規定である。
この条約に定める義務の履行のために定められた法令に違反する行為が故意に行われた場合には処罰すべき犯罪として取り扱うものとし、犯罪の共謀及び未遂並びにこの条に規定する犯罪に関連する予備行為及び資金の操作も処罰すべき犯罪としている。重大な犯罪に対しては相当な処罰を、特に拘禁刑その他の自由を奪する刑を科することとしている。
また、処罰の代わりあるいは処罰と合わせて、濫用者には治療、教育、後保護、更生及び社会復帰の措置を受けさせることを定めている。
続く第23条では、公衆の健康及び福祉を保護するために必要あるいは望ましい場合には条約の定める措置よりも精細あるいは厳しい統制措置をとることができるとしている。
この条約は刑罰の重さによる薬物の統制を狙ったものであると読み取れるものの、薬物非犯罪化や、違法であった薬物の薬効が再検討され治療薬として活用される事例が続々と増えている昨今の世界情勢とは噛み合わないものとなっている。

## 乱用の危険性と有害性の違い

「薬物の有害性に関するスコア」（デビッド・ナットら, 薬物に関する独立科学評議会, 『ランセット』, 2010, ）
他の人に対する有害性
使用者に対する有害性
社会に対しても薬物利用者に対してもアルコールが最も有害と結論された。アルコールは家庭内暴力、児童虐待や交通事故の主な原因である。
アルコール72点(使用者への有害性26、他に対して46）、クラック55点（使用者34、他21）、コカイン54点（使用者37、他17）、メタンフェタミン33点（使用者32）、
コカイン27、たばこ26、アンフェタミン23、大麻20、GHB19、ベンゾジアゼピン15、ケミタン15、メセドン14、メフェドロン13、ブタン11、アナボリックステロイド10、カート9、エクスタシー9、LSD7、ブプレノルフィン7、マッシュルーム6。

物質の有害性の深刻さについて、現在の科学的知識に基づいて見直す必要性が持ち上がっている。
本条約の第7条は、付表Iの特別規定であり、学術および極めて限られた医療の目的における使用以外を禁止することに関している。
スケジュールIの指定は、うつ病や心的外傷後ストレス障害（PTSD）に対する、MDMAによる治療的な利用に対する影響を研究することを困難にしている。またシロシビンがうつ病で過剰になっている脳の活動を鎮めるという研究に続く、他の治療に反応しないうつ病の臨床試験は、倫理的な承認とイギリス医学研究評議会からの55万ポンド（約84万ドル）の助成金を得たが、過去に条約によって医療用途が知られていないと判断されたことによるスケジュールIの規制を通る資金的な問題のために2013年には頓挫したと報道された。後に試験が実施されたが、さらに将来には医薬品となることが想定される。大麻は数千年の医学的な使用の後、医療価値がないとされるスケジュールIに指定されている（2018年に世界保健機関は再審査を予定）。LSD、MDMA（2017年米国FDAは画期的治療法に指定）でもそうである。
薬物規制の禁止主義は人権侵害と薬物使用を停止させることの失敗をもたらしたし、研究開発の中止という悲惨な結果ももたらす。スケジュールIに指定されていることで研究することがかなり難しいものとなっているが、実際には既にシロシビン、大麻、LSD、MDMAで人での臨床試験によって医療に使えることを示しているため、各国はスケジュールIIに再分類することで病院で使用される規制薬物と同等になり、研究上の負担が大幅に軽減される。

## 新規向精神薬の台頭
1989年にはデザイナードラッグと呼ばれる、すでに付表I～IVによって規制された薬物に近い物質の台頭が報告されている。こうした新規向精神薬は、個々の国々によってさまざまな法律で対策を講じてはいるが問題が生じており、堅牢な証拠もなく一括的に規制することによって逆にさらに危険な薬物の使用に舞い戻らせることや、またそのような規制が処罰を行うときにはなぜ処罰されるかといった理由を欠き、他には上述したような治療研究が求められている物質に似た物質を禁止し、新しい治療薬の開発を妨げている。

## 宗教上の使用の除外規定
本条約の第32条4項による、付表Iの物質を含有する植物が自生している国における、少数の明確な集団によって伝統的に魔術的あるいは宗教的な儀式として用いられている場合には、条約の影響は留保される。

### [29]出典
1. 1 2 3  世界保健機関 (1970). WHO Expert Committee on Drug Dependence - Seventeenth Report / WHO Technical Report Series 437 (pdf) (Report). World Health Organization. p. 11.
2. 1 2 3  世界保健機関 (1969). WHO Expert Committee on Drug Dependence - Sixteenth Report / WHO Technical Report Series 407 (pdf) (Report). World Health Organization. pp. 7–11.
3. 1 2  薬物政策国際委員会 (2011). War on Drugs. The Global Commission on Drug Policy. pp. 12
4. ↑  向精神薬に関する条約原文：concerned with the health and welfare of mankind
5. ↑  世界保健機関 (2000). WHO Expert Committee on Drug Dependence - Thirty-second report / WHO Technical Report Series 903 (pdf) (Report). World Health Organization. pp. 5、14-15. ISBN 92-4-120903-8。
6. ↑  世界保健機関 (1957). WHO Expert Committee on Addiction-Producing Drugs - Seventh Report / WHO Technical Report Series 116 (pdf) (Report). World Health Organization.
7. 1 2  世界保健機関 (1965). WHO Expert Committee on Dependence-Producing Drugs - Fourteenth Report / WHO Technical Report Series 312 (pdf) (Report). World Health Organization. pp. 7–9.
8. ↑  松下正明(総編集) 1999, pp. 112, 118–119.
9. ↑  松下正明(総編集) 1999, pp. 115–117.
10. ↑  松下正明(総編集) 1999, p. 120.
11. ↑  石郷岡純 著「2.7薬物療法の歴史と現況・展望」、編集：井上雄一、岡島義 編『不眠の科学』朝倉書店、2012年6月、78-86,82頁。ISBN 978-4254301120。
12. ↑  Green List - List of Psychotropic Substances Under International Control International Narcotics Control Board
13. ↑  松下正明(総編集) 1999, pp. 112–117.
14. ↑  向精神薬に関する条約（平成2年9月1日条約第7号） 厚生労働省
15. ↑  麻薬、麻薬原料植物、向精神薬及び麻薬向精神薬原料を指定する政令の一部を改正する政令の施行について（通知） （平成30年6月21日 薬生発0621第2号） (PDF) 　厚生労働省医薬・生活衛生局長
16. ↑  大麻関連物質の WHO 国連審査の概要 (PDF)  日本臨床カンナビノイド学会（2019年2月4日）
17. ↑  INCB: Psychotropic Substances - Technical Reports (Report 2016: Statistics for 2015) (PDF, 4.1MB)
18. ↑  世界保健機関 (1978). WHO Expert Committee on Drug Dependence - Twenty-first Report / WHO Technical Report Series 618 (pdf) (Report). World Health Organization. p. 22. ISBN 92-4-120618-7。
19. ↑  世界保健機関 (1970). WHO Expert Committee on Drug Dependence - Eighteenth Report / WHO Technical Report Series 460 (pdf) (Report). World Health Organization. p. 12.
20. 1 2  世界保健機関 (1989). WHO Expert Committee on Drug Dependence - Twenty-sixth Report / WHO Technical Report Series 787 (pdf) (Report). World Health Organization. pp. 10-14、25-28. ISBN 92-4-120787-6。
21. ↑  世界保健機関 (1991). WHO Expert Committee on Drug Dependence - Twenty-seventh Report / WHO Technical Report Series 808 (pdf) (Report). World Health Organization. pp. 4-6、12. ISBN 92-4-120808-2。
22. ↑  Special Report: Availability of Internationally Controlled Drugs: Ensuring Adequate Access for Medical and Scientific Purposes (PDF) (Report). 国際麻薬統制委員会. 2010. p. 40.
23. ↑  Shimane T, Matsumoto T, Wada K (October 2012). “Prevention of overlapping prescriptions of psychotropic drugs by community pharmacists”. 日本アルコール・薬物医学会雑誌(Japanese Journal of Alcohol Studies & Drug Dependence) 47 (5):  202–10. PMID 23393998.
24. ↑  戸田克広「ベンゾジアゼピンによる副作用と常用量依存」『臨床精神薬理』第16巻第6号、2013年6月10日、867-878頁。
25. ↑  Psychotropic substances Statistics for 2011 (Report). 国際麻薬統制委員会. 2012. Part3 Table IV.2 - 3. ISBN 978-92-1-048153-3。
26. ↑  2013年1月31日　第3回依存症者に対する医療及びその回復支援に関する検討会 議事録. 厚生労働省. 31 January 2013. 2013年6月7日閲覧。
27. ↑  WHO Programme on Substance Abuse (1996年11月). Rational use of benzodiazepines - Document no.WHO/PSA/96.11 (pdf) (Report). World Health Organization. OCLC 67091696. 2013年3月10日閲覧。
28. ↑  向精神薬に関する条約原文：Measures against the abuse of psychotoropic substances
29. 1 2 3 4  “・向精神薬に関する条約(◆平成02年09月01日条約第7号)”. www.mhlw.go.jp. 2022年10月2日閲覧。
30. ↑  Jan van Amsterdam; David Nutt; Wim van den Brink (2013). “Generic legislation of new psychoactive drugs” (PDF). J Psychopharmacol 27 (3):  317–324. doi:10.1177/0269881112474525. PMID 23343598.
31. ↑  Kate Kelland (2013年4月6日). “First magic mushroom depression trial hits stumbling block”. ロイター 2014年6月4日閲覧。
32. ↑  Olivia Solon (2017年11月26日). “After marijuana, are magic mushrooms next to be decriminalised in California?”.   guardian. 2017年12月5日閲覧。
33. 1 2 3 4  Nutt, David (2015). “Illegal Drugs Laws: Clearing a 50-Year-Old Obstacle to Research”. PLOS Biology 13 (1):  e1002047. doi:10.1371/journal.pbio.1002047. PMC 4307971. PMID 25625189.
34. ↑  Kai Kupferschmidt (2017年8月26日). “All clear for the decisive trial of ecstasy in PTSD patients”.  Science. 2017年9月4日閲覧。
35. ↑  Amsterdam, Jan; Nutt, David; Brink, Wim (2013). “Generic legislation of new psychoactive drugs”. J Psychopharmacol 27 (3):  317-324. doi:10.1177/0269881112474525. PMID 23343598.